# Еццо (пфальцграф Лотарингії)

Еренфрід (нім. Erenfrid частіше згадується як Еццо (нім. Ezzo Ezzo; близько 955, Лотарингія — 21 травня 1034, Заальфельд, Тюрингія) — граф в Ауельгау і Боннгау, пфальцграф Лотарингії з 994, син пфальцграфа Германа I (пом. 996) і Хейлвігі (Хайлвіг) фон Діллінген. Його нащадки називалися Еццоненамі.

## Біографія

### Правління
Еццо одружився з Матильдою (бл. 979—1025), дочкою імператора Оттона II. Імператорській дочки було надане відповідне її сану придане: Еццо отримав численні володіння, в тому числі Ауельгау або Вальденбург в Зауерланді, а також імперську землю Заальфельд і Орлагау, до яких належали області на південний захід від Заальфельда до гірського кряжу. За допомогою своїх замків Томбург у Райнбаха (від 1000) і Міхаельсберг у Зігбург Еццо контролював великі торгові дороги, що стало причиною його конфлікту з єпископом Кельна.
Після смерті Оттона III був одним з претендентів на імператорський престол. Пізніше Еццо протистояв імператору Генріху, уклавши союз з ворожими йому єпископом Льєжа Нотгером і архієпископом Кельна Герибертом. У конфлікті Генріха з Лотаринзькими родичами імператриці Кунігунди Еццо був також на боці противників імператора. В 1012 році Генріх зумів зробити Еццо своїм союзником, гарантувавши йому недоторканність імперських земель, отриманих в якості приданого Матильди. Крім того, імператор передав Еццо замки під Дуйсбургом, Дюсельдорфом і Заальфельдом.
В 1024 Еццо і Матильда заснували бенедиктинський монастир Браувайлер (нім. Abtei Brauweiler , що знаходиться в межах Пульхайма), пізніше подружжя були поховані в цій обителі обоє.

### Шлюб і діти
У шлюбі Еццо і Матильди народилися десять дітей:
- Герман II (бл. 995 — 11 лютий 1056), фогт монастиря Браувайлер, настоятель Кельнського собору з 1033, архієпископ Кельна з 1036 року
- Рикса (бл. 994 — 21 березень 1063); чоловік: з 1013 року Мешко II Ламберт (989 — 10 травня 1034), король Польщі з 1025
- Людольф фон Браувайлер (бл. 998 — 11 квітень 1031), фогт монастиря Браувайлер, сеньйор Вальденбург
- Оттон I (бл. 998 — 7 вересня 1047), пфальцграф Лотарингії в 1035—1045 роках, герцог Швабії (під ім'ям Оттон II) з 1045 року
- Адельгейда (пом. 20 червня до 1011), черниця, можливо, ігуменя в Нівелі .
- Іда (пом. 7/8 квітня 1060), ігуменя монастиря Святої Марії Капітолійської в Кельні і монастиря Гандерсхайм.
- Феофано (пом. З 5 березня 1056), ігуменя монастиря в Ессені і монастиря Гандерсхайм.
- Хейльвіга (пом. Близько 21 вересня 1076), ігуменя монастирів в Нойс, Віліхе і Діткірхене (що навпроти Віліха на іншому березі Рейну)
- Софія (пом. 1045/1058)
- Матильда (пом. Близько 1051/1057), ігуменя монастирів в Діткірхене і Віліхе.

Також відомо, що у Еццо було кілька позашлюбних дітей:
- Генрих (розум. 1 травня 1093), аббат Горца у 1055—1093 роках
- Вазела; чоловік: Рутгер I (розум. до 1051), граф Клеве у 1020—1050 роках
- Еццо (розум. до 1075), аббат у Заальфельде.